# Тепелена
Тепелена (алб. Tepelena) град је у округу Ђирокастре на југу Албаније. Налази се на левој обали реке Војуше, око три километра низводно од њеног споја са Дрином.
До укидања области 2000. године, Тепелена је била седиште области Тепелена. Њена локација је стратешки важна и ту се налази срушена цитадела која се налази на тачки 300 метара изнад реке. Али-паша Јањински рођен је у оближњем селу Бечишт, а Тепелена је заједно са Јанином било Алијево место становања. Године 1847. британски књижевник Едвард Лир посетио је град и приметио девастиране зграде.

## Познате личности
- Али-паша Јањински